# 도스 데 마요 봉기
도스 데 마요 봉기(스페인어: Dos de Mayo)는 1808년 5월 2일 마드리드의 시민들이 도시를 점령하고 있던 프랑스군에 대한 저항을 시작한 사건이다. 이 저항을 야만적으로 진압한 프랑스 근위군(French Imperial forces)에 대한 분노로 인하여 봉기는 널리 퍼져나갔고 이 사건은 스페인 독립 전쟁( Spanish War of Independence)의 시발점이 되었다.

## 배경
같은 해인 1808년 3월 23일부터 마드리드는 나폴레옹의 손에 넘어갔다. 국왕 카를로스 4세(Charles IV)는 아들 페르디난드 7세(Ferdinand VII)에게 양위하고 물러나야 했다. 그리고 봉기가 일어났을 때 이 둘 모두 나폴레옹의 강요로 인하여 프랑스의 도시 바욘(Bayonne)에 감금되어 있었다. 프랑스 장군 조아생 뮈라(Joachim Murat)는 카를로스 4세의 딸과 어린 아들을 바욘으로 옮기려 하였는데, 이로 인해 광범위한 시민 봉기가 일어났고 몇 시간의 시가전 끝에 프랑스군은 상당한 피해를 입어야했다. 마드리드에서의 봉기는 이 일이 있은 후에 선언된 나폴레옹의 형 조제프(Joseph)를 스페인의 왕으로 즉위시킨다는 성명과 맞물려 스페인을 프랑스의 지배로부터 해방시켜야 한다는 데까지 발전하였다.

## 봉기의 시작
봉기의 불꽃은 마드리드를 점령한 프랑스 원수인 조아생 뮈라가 카를로스 4세의 딸과 카를로스 4세의 막내아들 인판테 프란시스코 데 파울라(Infante Francisco de Paula)를 프랑스의 바욘시로 보내려는 데서 촉발되었다. 뮈라는 나폴레옹의 매제였는데, 후에 나폴리의 왕이 된다. 처음 도시의 위원회는 뮈라의 요구를 거부하였으나 결국 당시 바욘에 있던 페르디난드 7세의 편지를 받고 뮈라의 요구를 수락한다.
5월 2일 마드리드의 군중들이 왕궁 앞에 모이기 시작하였다. 이들은 궁정의 정원에 들어가 프란시스코 데 파울라를 데려가려는 프랑스의 움직임을 저지하려 하였다. 뮈라 원수는 근위대(Imperial Guard)의 척탄병 대대를 포병과 함께 왕궁으로 보냈다. 후에 운집한 군중들에게 포격이 개시되어 봉기는 도시의 다른 곳까지 미치게 된다.

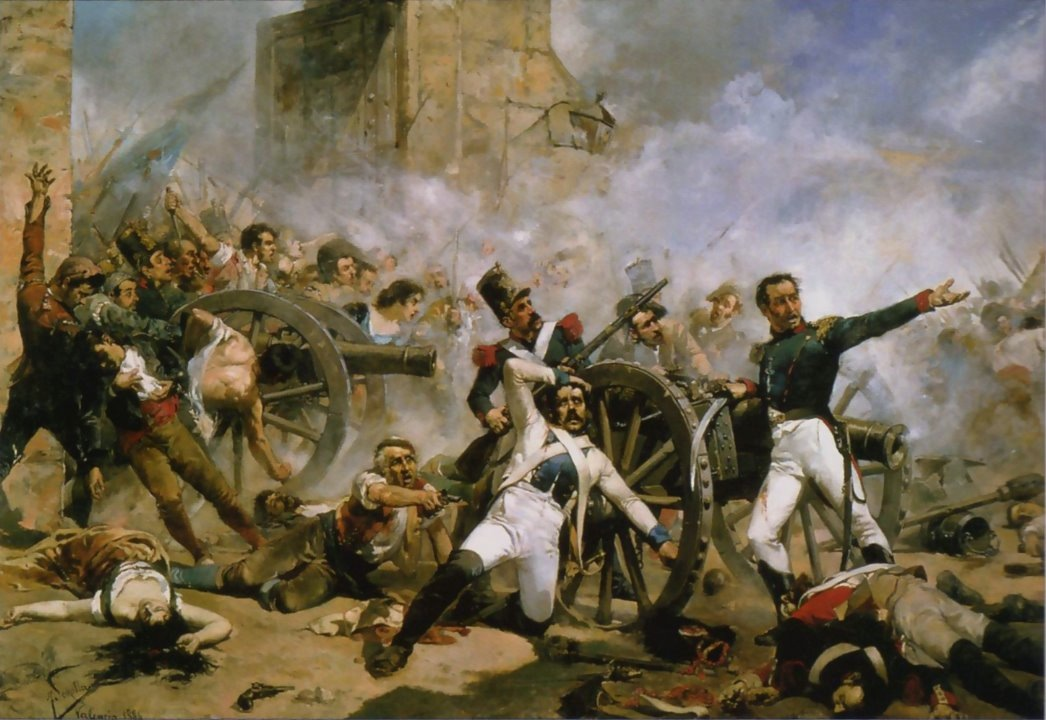
1808년 5월 2일:페드로 베라르데의 마지막 모습을 포착한 그림.

이후 마드리드의 다른 지역에서 빈약하게 무장한 마드리드 시민들은 프랑스군과 마주쳐야 했다. 뮈라는 재빨리 주력부대를 도시에 투입하였다. 그리고 푸에르타 델 솔(Puerta del Sol)과 푸에르타 델 톨레도(Puerta del Toledo)주변에서 격전이 벌어졌다. 뮈라 원수는 도시에 계엄령을 선포하고 도시의 행정기관을 완전히 장악한다. 서서히 프랑스군은 도시의 지배권을 탈환하였다. 그러나 이 싸움 와중에 수백의 시민들이 쓰러져 갔다. 스페인 화가 고야(Goya)가 그린 맘루크의 돌격(The Charge of the Mamelukes)에는 이때 벌어진 시가전 모습이 묘사되어 있다.
이 당시 마드리드에는 스페인 병사들이 배치되어 있었다. 그러나 이들은 막사에 가만히 있었다. 스페인 부대 중 몽텔레온(Monteleón)에 있던 포병부대만이 명령을 거부하고 봉기에 참여하였다. 이들 부대의 장교는 루이스 다오즈 토레스(Luis Daoíz y Torres)와 페드로 베라르데 이 산틸란(Pedro Velarde y Santillán) 두 명이었는데 이들은 아직도 봉기의 영웅으로 추앙받고 있다. 이 두 장교들은 프랑스군의 반격으로 인해 봉기가 주춤했을 때 막사로 공격해온 프랑스군에 의해 전사하고 말았다.

## 영향
초기의 봉기를 진압한 후 프랑스군은 잔혹한 방법으로 시민들을 억누르려 하였다. 뮈라 원수는 5월 2일 저녁 그루시(Grouchy) 장군을 대표로 하는 군사위원회를 창설하였다. 이 위원회에서는 무기를 가진 누구라도 체포되는 즉시 사형할 수 있는 법률을 통과시켰다. 또 뮈라는 다음과 같은 성명서를 발표하였다. "잘못된 길에 들어서 반란을 일으키고 살해자가 된 마드리드 시민들이여 그대들로 인해 프랑스군의 피가 흘렀다. 이것은 복수를 부르게 되었다. 모든 무기를 들고 봉기에 참여하다 체포된 이들은 모두 사형에 처할 것이다." 모든 공적 만남은 금지되었고, 소유하고 있는 모든 무기를 관청에 반납하라는 명령이 떨어졌다. 프랑스 군에 체포된 수백에 달하는 사람들은 다음날 처형당했고, 이 광경은 고야에 의해 1808년 5월 3일(The Third of May 1808)이라는 제목으로 화폭에 그려지게 되었다.
한편 5월 2일에 모스톨레(Móstoles) 마을 근교에까지 프랑스군의 진압 소식이 들려왔고 이에 해군 서기관이자 최고 전쟁위원회의 검찰관 후안 페레즈 빌라밀(Juan Pérez Villamil)은 안드레스 토레혼(Andrés Torrejón)과 시몬 페르난데스(Simón Hernández)와 같은 각 도시의 시장들을 설득하여 침략자에 대한 스페인인들의 요구를 받들어 선전 포고(Declaration of war)를 하게 하였다.

## 봉기의 영향

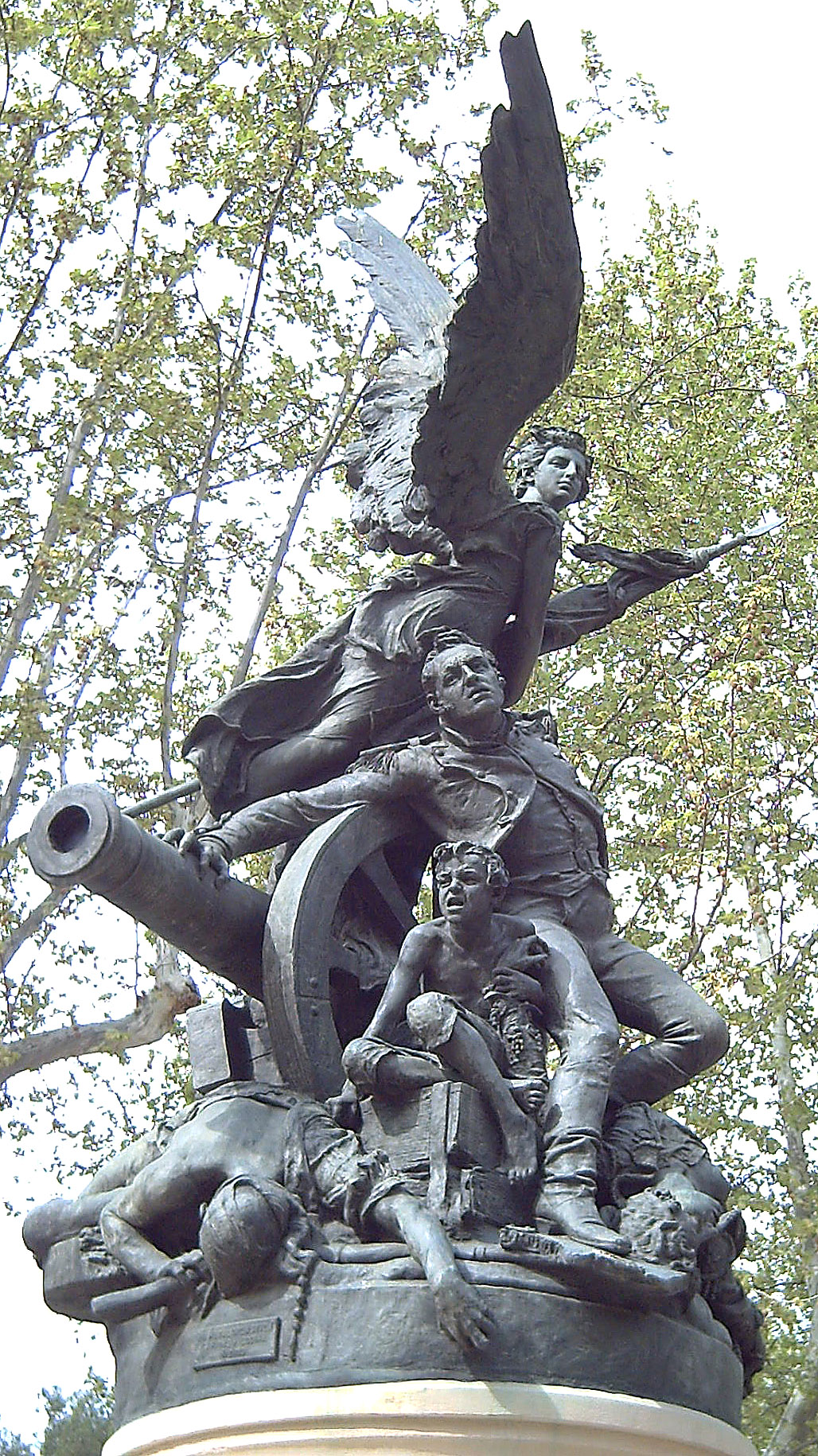
5월 2일의 영웅들 기념비, 마드리드.

프랑스군은 재빠른 봉기의 진압이 일벌백계가 되어 스페인 전역에 대한 지배권을 공고히 해줄 것이라 기대하였지만, 봉기는 프랑스군에 저항하는 이들에게 상당한 힘을 주었다. 이후 몇 주가 지나서 봉기가 스페인 전역을 뒤덮게 된다.

## 기념
5월 2일은 마드리드 지역의 공휴일이 되었다. 몽텔레온의 포병대 막사는 오늘날 플라자 2 데 마요(Plaza 2 de mayo)라 불리는 광장이 되었고, 광장을 둘러싼 주변 지구는 봉기를 주도한 영웅들 중 한 명이며 봉기가 끝난 후 프랑스 군에게 처형당한 마누엘라 말라사나(Manuela Malasaña)를 기리기 위하여 말라사나(Malasaña)라는 이름으로 불리게 되었다.
봉기의 영웅들을 표현한 기념비들이 도시 곳곳에 남아있다.

## 참조
- Chandler, David G. The Campaigns of Napoleon. New York: Simon & Schuster, 1995. ISBN 0-02-523660-1
- Gates, David. The Spanish Ulcer: A History of the Peninsular War. Da Capo Press 2001. ISBN 0-306-81083-2
- Glover, Michael. The Peninsular War 1807-1814. Penguin Books 2003. ISBN 0-14-139041-7